# Parque nacional del Comoé
El Parque Nacional del Comoé,  región nororiental de Costa de Marfil, entre los ríos Comoé y Volta. Se trata de una de las áreas protegidas más extensas de África Occidental, abarcando una extensión de casi 1,15 millones de hectáreas. 
La mayor importancia de este espacio protegido radica en la gran diversidad de especies vegetales que cubren la tierra.
La razón de su inscripción en la lista de bienes amenazados radica en la caza furtiva, la sobreexplotación ganadera y la falta de mantenimiento. Este pronunciado gradiente climático norte-sur permite al parque albergar una multitud de hábitats con una notable diversidad de vida. Algunas especies animales y vegetales encuentran incluso su último santuario en algunos de los diferentes tipos de sabana, bosque de galerías, praderas ribereñas, afloramientos rocosos o islas forestales.
En 1983 fue catalogado por la Unesco como Reserva de la Biosfera. Desde el 2008 formaba parte de la Lista del Patrimonio de la Humanidad en peligro hasta 2017.
El parque se añadió inicialmente como Patrimonio de la Humanidad debido a la diversidad de la vida vegetal presente en torno al río Komoé, que incluye parches prístinos de selva tropical húmeda que normalmente sólo se encuentran más al sur. Al ser una llanura bien erosionada entre dos grandes ríos, la tierra de la zona alberga suelos relativamente infértiles y un régimen de humedad adecuado para una biodiversidad más rica que las zonas circundantes. En 2003, fue incluido en la lista del Patrimonio Mundial en Peligro debido a la caza furtiva, la ausencia de gestión y el sobrepastoreo del parque por el ganado, problemas que se intensificaron tras el estallido de la Primera guerra civil de Costa de Marfil. La 41.ª Sesión del Comité del Patrimonio Mundial (Cracovia, 2-12 de julio de 2017) ha decidido retirar al Parque Nacional de Comoe de la Lista del Patrimonio Mundial en Peligro tras las mejoras en la conservación de su fauna y hábitat.

## Historia
Históricamente, el área alrededor del Parque nacional Comoé siempre estuvo escasamente poblada. Probablemente debido a la relativa esterilidad del suelo, la presencia de la ceguera del río alrededor del río Comoé y la alta densidad de moscas tsetsé, que es un vector de la enfermedad del sueño. En 1926 el área entre el río Comoé y Bouna fue declarada "Refugio Norte de la Costa de Marfil", que fue ampliado más tarde en 1942 y 1953 a "Réserve de Faune de Bouna", dándole una protección rudimentaria.  El área al oeste del río Comoé se agregó a la propiedad el 9 de febrero de 1968 combinado con una elevación al estado de parque nacional con un área de 11,500 kilómetros cuadrados, lo que lo convierte en uno de los 15 Parques Nacionales más grandes del mundo y el más grande de África Occidental. En 1983, el parque fue declarado reserva de la biosfera y Patrimonio de la Humanidad por la UNESCO, debido a su biodiversidad única.
Después del estallido de la primera guerra civil de Costa de Marfil, el parque fue catalogado como Patrimonio de la Humanidad en Peligro en 2003, debido a la ausencia de una gestión que permitió la caza furtiva y el pastoreo excesivo del parque por ganado. Durante el tiempo entre las dos guerras civiles, el parque sufrió mucho por la caza furtiva intensiva. Después del final de la segunda guerra civil de Costa de Marfil, el parque pudo recuperarse nuevamente con la presencia de la OIPR (administración del parque) y la reapertura de la estación de investigación.

## Paisaje

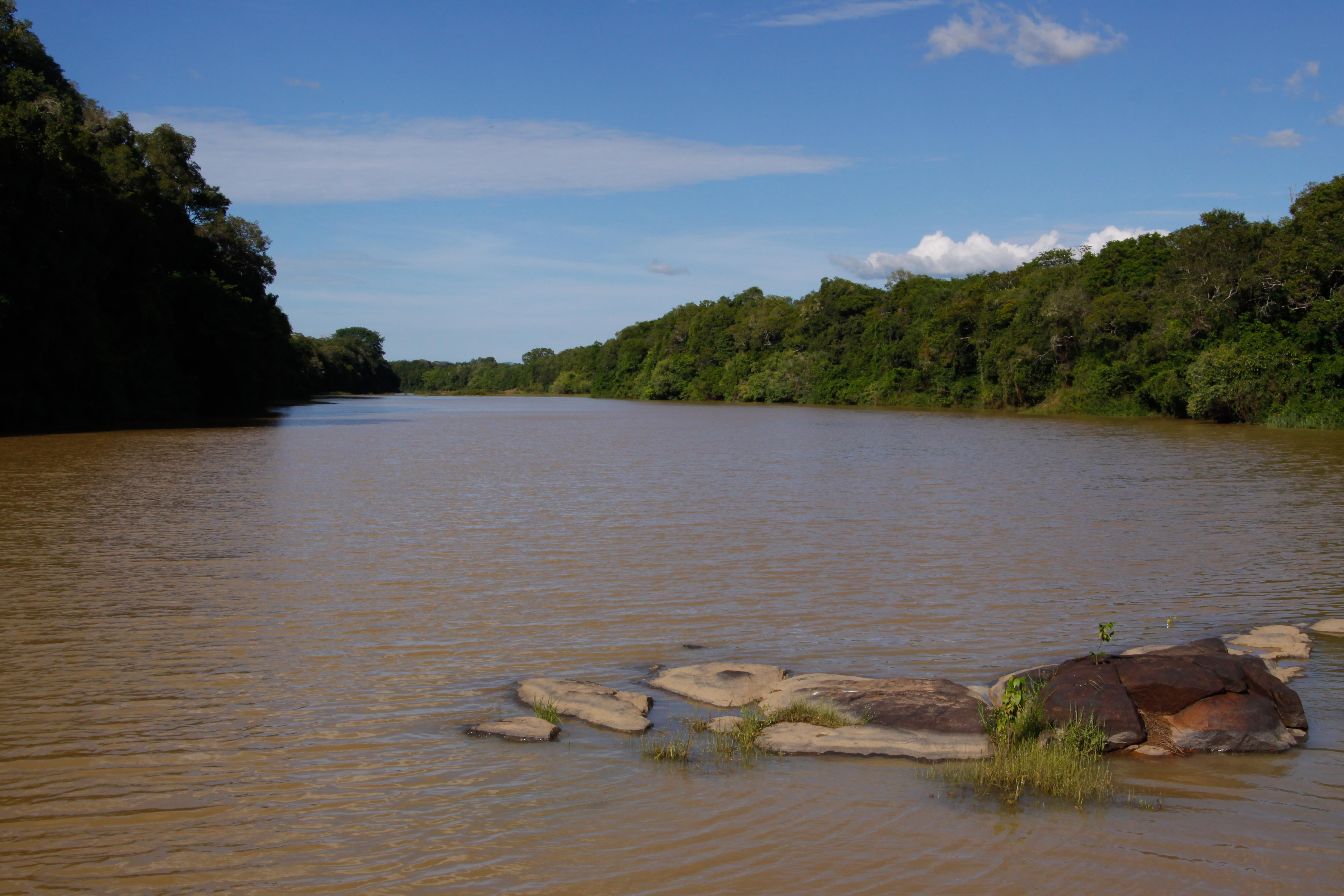
El río Comoé que atraviesa el parque.

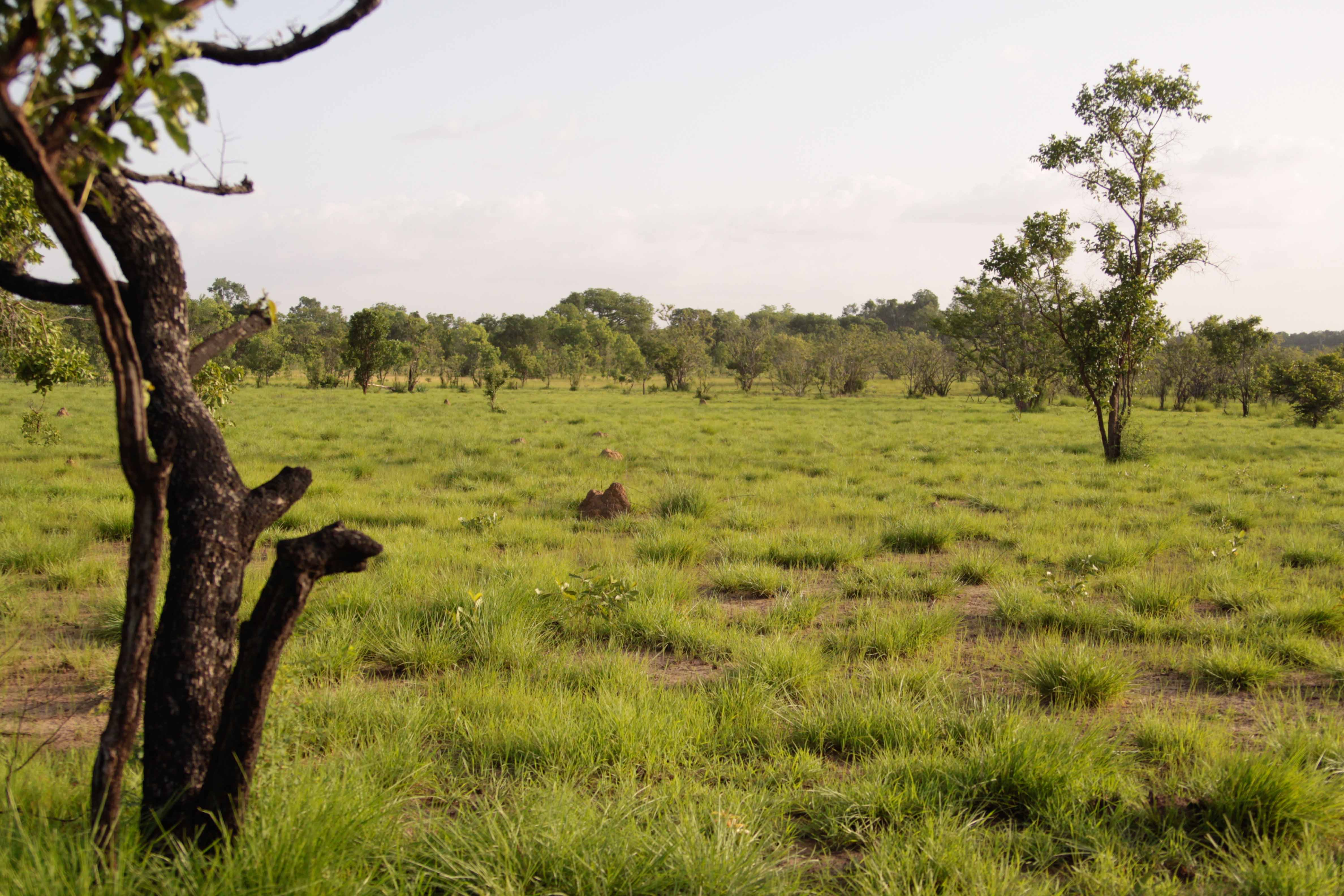
Sabana en el Parque nacional Comoé.

El importante gradiente climático de norte a sur comprende una multitud de hábitats que contienen una notable diversidad de vida, lo que la convierte en la sabana con mayor biodiversidad del mundo, y abarca desde la zona seca de Sudán hasta la comparativamente húmeda sabana de Guinea. Estos hábitats incluyen en su mayor parte diferentes sabanas, islas forestales, bosques en galería y pastizales ribereños, proporcionando así un ejemplo ideal de hábitats de transición a lo largo de varias zonas climáticas. El río Comoé, que fluye a lo largo de Costa de Marfil, también permitió la existencia de varios hábitats y asociaciones de plantas que normalmente se encuentran más al sur en el parque, como parches de denso bosque en galería en las cercanías del río. Esta variedad de hábitats en diferentes zonas y la vasta área dedicada a la conservación de los recursos naturales la convierten en una unidad ecológica de particular importancia y un sitio del patrimonio mundial de la UNESCO.
Geomorfológicamente, el parque consta de grandes llanuras a través de las cuales fluye el río Comoé y sus afluentes (Iringou, Bavé, Kongo). El río Comoé y sus afluentes forman el drenaje principal y el Comoé atraviesa el parque durante 230 kilómetros, con cursos de agua que también desembocan en el Volta en el este. También hay varios estanques permanentes y semipermanentes distribuidos por todo el parque, la mayoría de los cuales se secan durante la estación seca. Los suelos son en su mayor parte infértiles e inadecuados para el cultivo. Los inselbergs de granito se elevan hasta 600 metros dentro del área del parque.

## Estación de investigación del parque nacional de Comoé

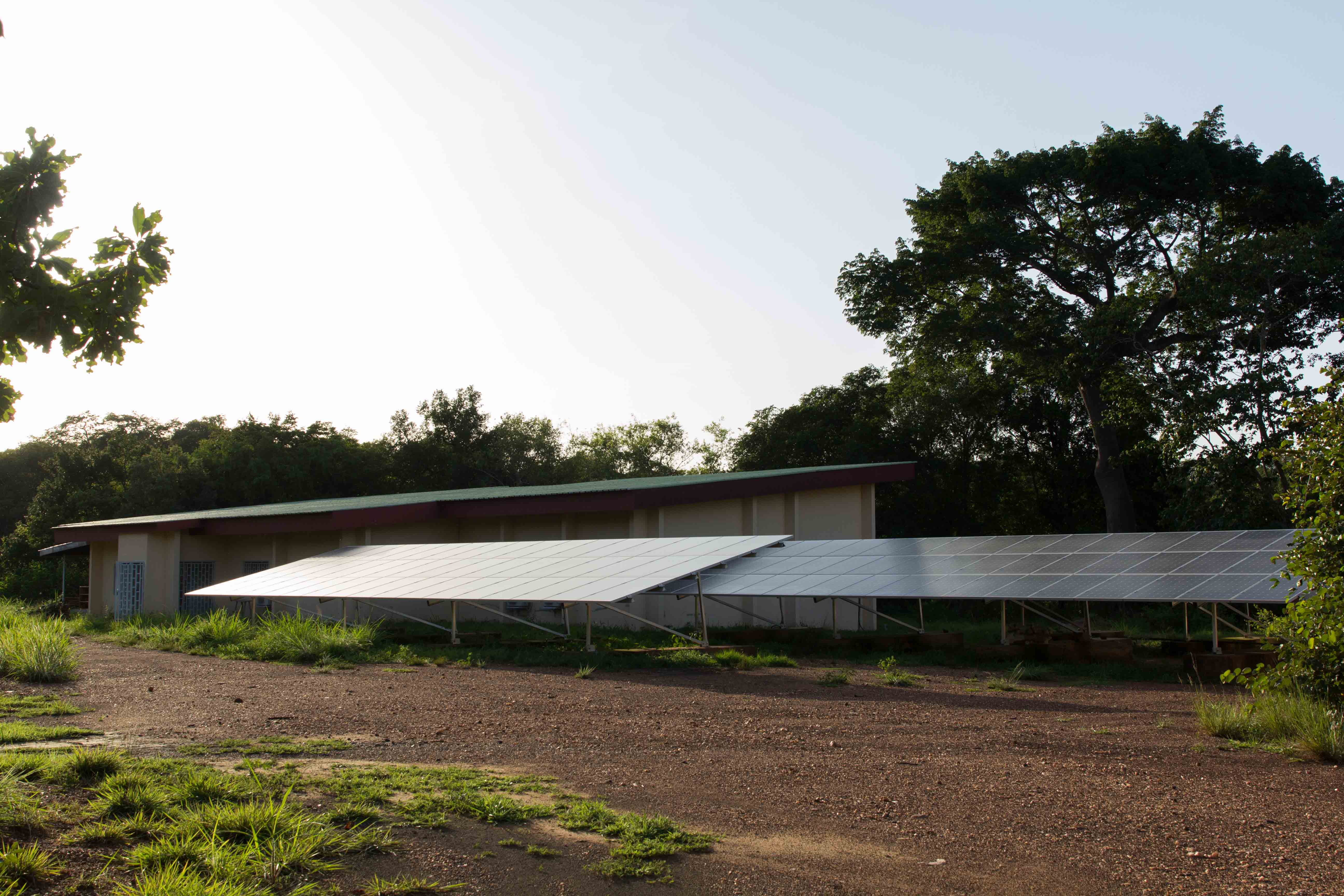
Laboratorio y Paneles Solares de la Estación.

La Estación de Investigación del Parque Nacional de Comoé, ubicada en el parque nacional de Comoé, Costa de Marfil, fue fundada por el profesor Karl Eduard Linsenmair en 1989/90. Sus instalaciones de última generación, con luz, agua corriente, Internet y un gran laboratorio climatizado, la convierten en una de las estaciones de campo más modernas de África. La estación de investigación se vio obligada a cerrar después del estallido de la primera guerra civil de Costa de Marfil en 2002. Después del final de la segunda guerra civil de Costa de Marfil en 2011, comenzaron las reparaciones en la estación y en 2014 la estación había vuelto a alcanzar su plena capacidad de trabajo. El enfoque de la investigación de campo es la conservación, la ecología tropical y el comportamiento.

## Fauna

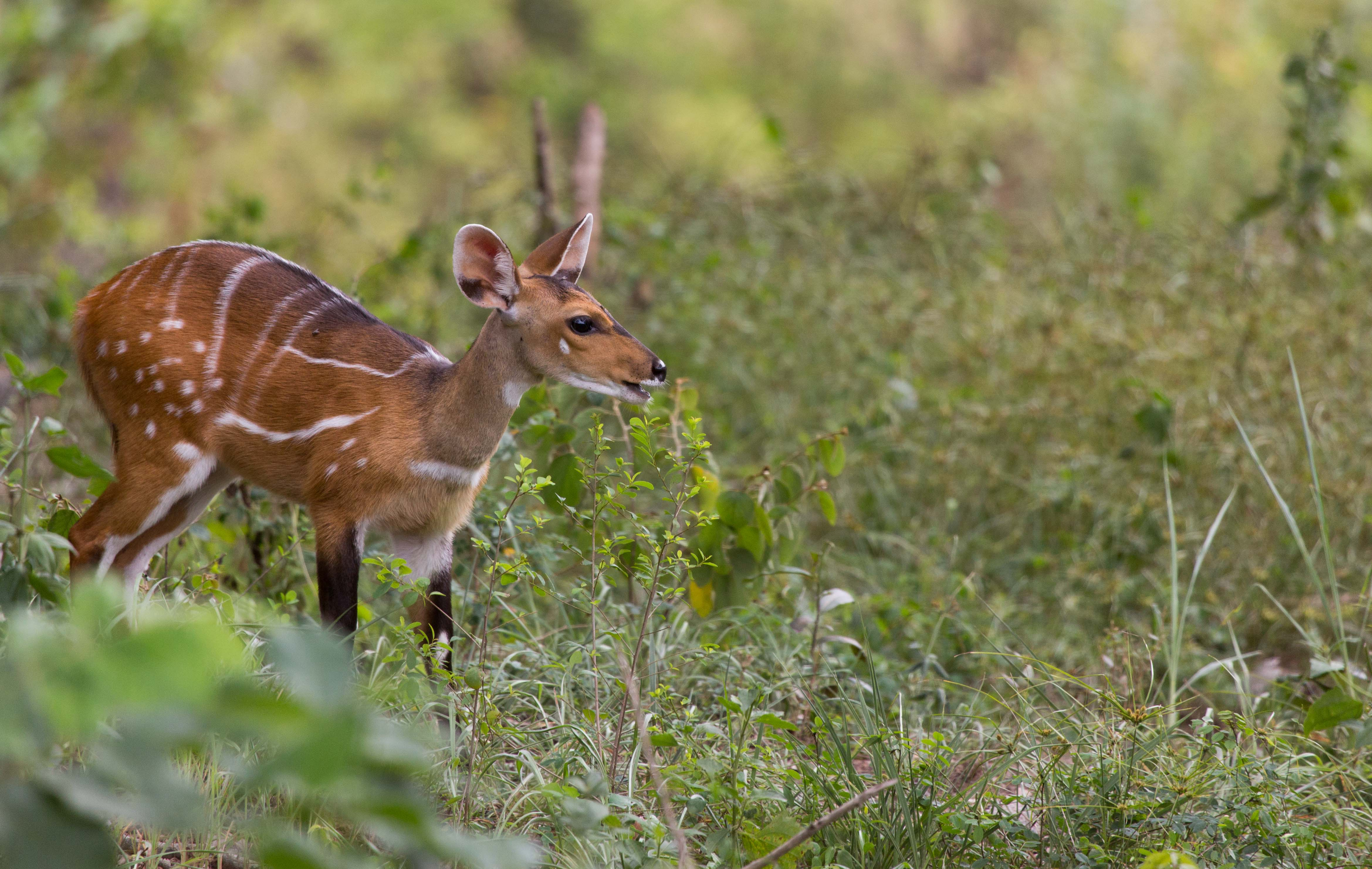
Bushbuck forrajeando junto a la Estación Científica de Comoé.

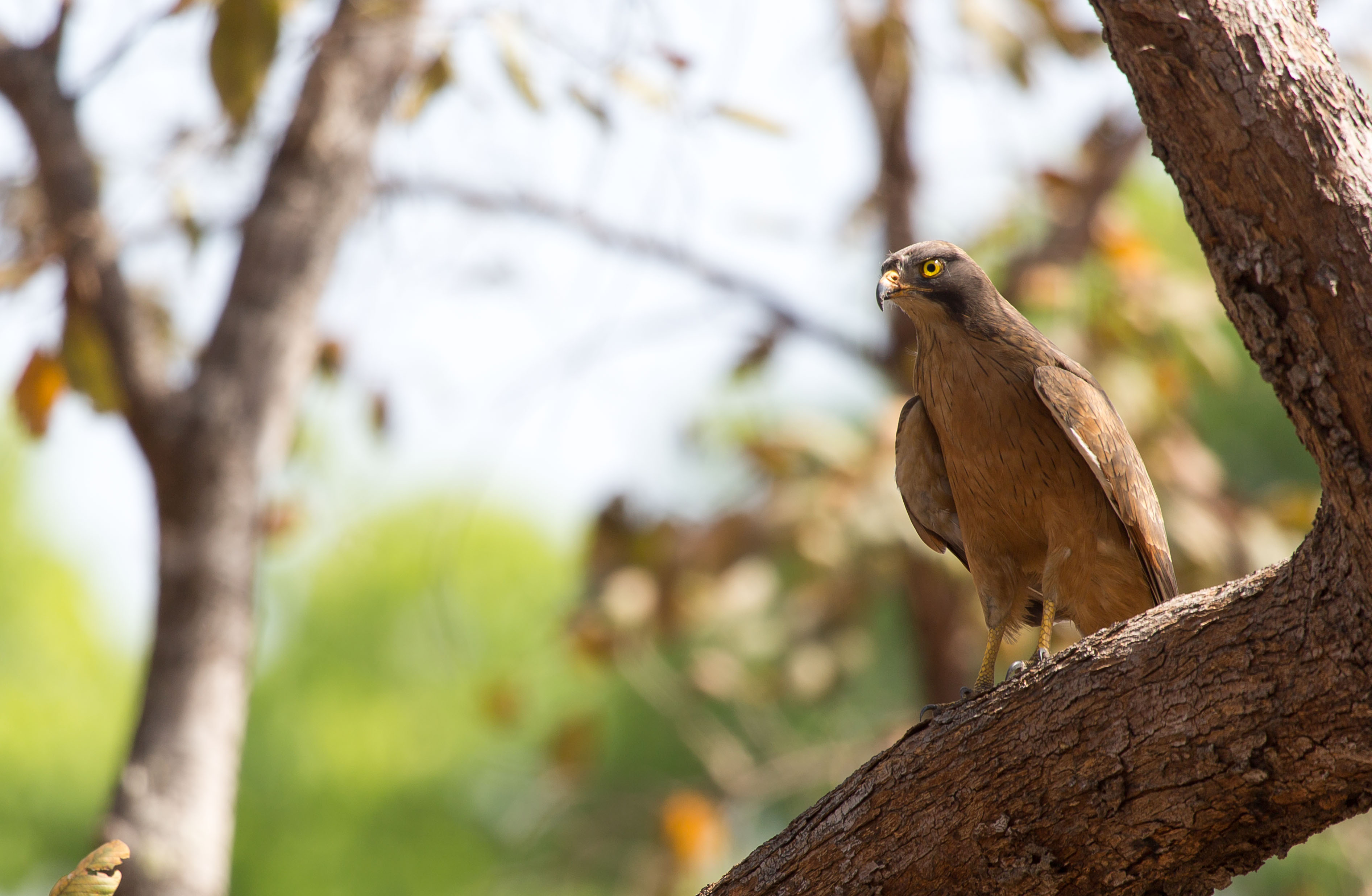
Raptor descansando en un bosque abierto durante la estación seca.

El parque nacional Comoé tiene la sabana con mayor biodiversidad del mundo y forma el límite norte de muchas especies animales, como el duiquero de lomo amarillo y el antílope bongo. Hay un total de 135 especies de mamíferos en el parque. Esto incluye 11 especies de primates como el babuino de anubis, mono verde, Cercopithecus Petaurista, mono Mona, colobus blanco y negro, colobos de oliva, mangabey de cuello blanco y el chimpancé. Se registraron un total de 17 especies de carnívoros, pero se cree que al menos 3 especies se han extinguido en el parque: guepardo, perro salvaje (desde 1993) y, más recientemente, león (no se han encontrado signos de leones desde 2008). También hay 21 especies de artiodáctilos presentes en el parque, incluyendo hipopótamos, potamoquero de río, bongo, jabalí, búfalo, cobo, duiker rojo-flanqueado, antílope jeroglífico, antílopes acuáticos, antílope Roan y oribi. Las especies de mamíferos amenazados incluyen el chimpancé (EN), el mangabey de cuello blanco (EN) y el colobo ursino(VU), elefante africano (VU), hipopótamo (VU), pangolín gigante (VU), pangolín de cola larga (VU), leopardo (VU), gato dorado africano (VU), cobo bufón (VU), bongo (NT ), alcélafo occidental (NT), antílope acuático (NT), duiker bayo (NT), duiquero de lomo amarillo (NT), olivo colobo (NT).
Hay más de 500 especies de aves, de las cuales aproximadamente el 20% son aves migratorias interafricanas y otro 5% aves migratorias paleárticas. Algunas especies de aves prominentes incluyen la avutarda de Denham, cálao casquigualdo (ceratogymna elata), cálao de mejillas de color marrón, hammerkop, zancos negro alado, diversas aves rapaces, cuatro de las seis especies de África Occidental de cigüeña y cinco especies de buitres. El parque también contiene 36 de las 38 especies de aves icónicas que se encuentran en las sabanas de Sudo-Guinea.
El río Comoé y sus afluentes contienen al menos 60 especies diferentes de peces y permiten una diversidad inusualmente alta de especies de anfibios para un hábitat de sabana con 35 especies descritas. También hay un total de 71 especies de reptiles descritas, de las cuales tres son cocodrilos: el cocodrilo enano (vulnerable), el cocodrilo del Nilo y el cocodrilo de hocico delgado (en peligro crítico). Las llanuras aluviales alrededor del río crean pastizales estacionales que son áreas de alimentación óptimas para hipopótamos y aves migratorias.

## Flora

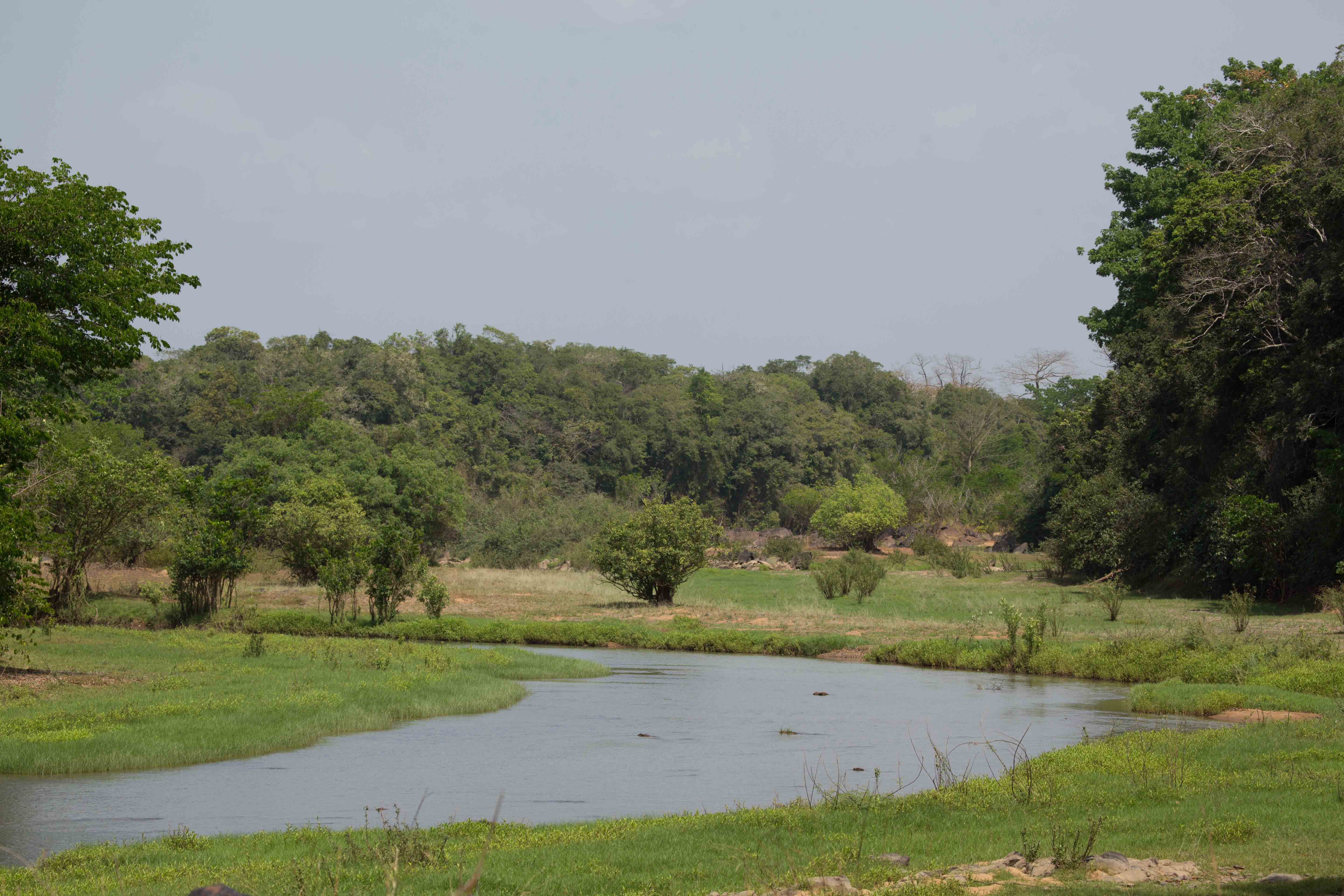
Llanuras inundables del río Comoé.

El parque contiene alrededor de 620 especies de plantas, compuestas por 191 especies leñosas (62 árboles, 129 arbustos y enredaderas) y 429 especies herbáceas, incluidas 104 gramíneas. El parque abarca varios hábitats de transición, desde el bosque hasta la sabana, con varias asociaciones de plantas típicas de las regiones más al sur. Los bosques de galería, los bosques abiertos y los pastizales ribereños se encuentran junto a todos los tipos de sabanas, que ocupan aproximadamente el 90% del parque. El bosque está compuesto por muchos árboles leguminosos. En los bosques de galería, Cynometra es el género más dominante, mientras que los parches de islas de bosque seco generalmente están habitados por Anogeissus leiocarpus, Antiaris africana, Isoberlinia doka, Cola cordifolia, Chlorophora excelsa y Blighia unijugata , amenazadas a nivel nacional. En las llanuras aluviales, Hyparrhenia rufa es la especie más común.

## Estación de investigación del Parque Nacional de Comoe

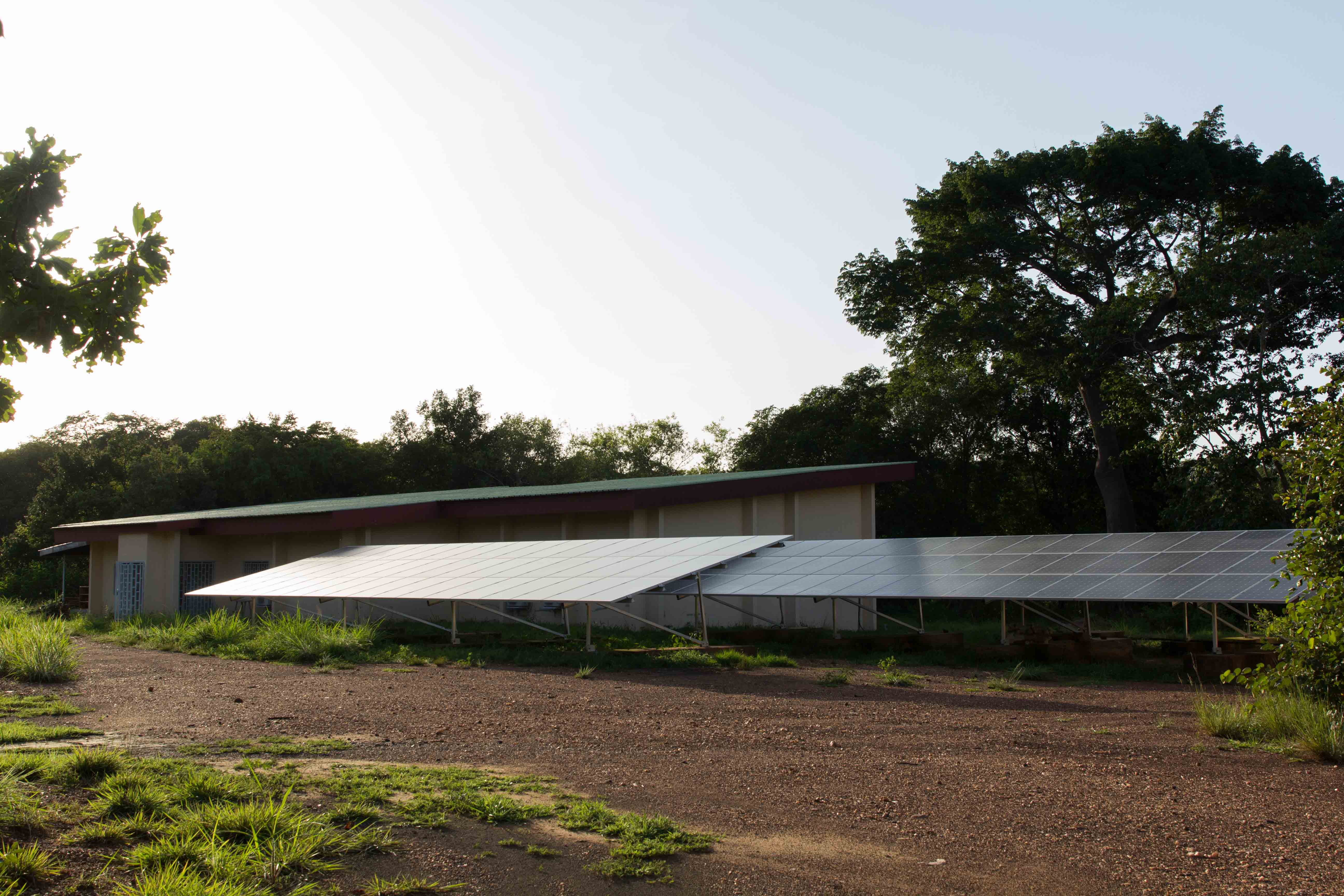
Laboratorio y paneles solares de la Estación

La Estación de Investigación del Parque Nacional de Comoé, situada en el Parque Nacional de Comoé, en Costa de Marfil, fue fundada por el profesor Karl Eduard Linsenmair, biólogo alemán, en 1989/90. Sus instalaciones de última generación, con electricidad, agua corriente, Internet y un gran laboratorio climatizado, la convierten en una de las estaciones de campo más modernas de África. La estación de investigación se vio obligada a cerrar tras el estallido de la Primera guerra civil de Costa de Marfil en 2002. Tras el final de la Segunda guerra civil de Costa de Marfil en 2011 comenzaron las reparaciones en la estación y en 2014 ésta había alcanzado de nuevo su plena capacidad de trabajo. La investigación de campo se centra en la conservación, la ecología tropical y el comportamiento. 

## Proyecto de conservación de chimpancés de Comoé (PCCC)
Desde 2014 hasta el presente, el PCCC ha estado trabajando en la investigación y conservación de los chimpancés salvajes que habitan una parte del parque y áreas circundantes. Se trata de una población importante para la conservación de los chimpancés en Costa de Marfil y la única de chimpancés de sabana que se está estudiando en profundidad. Muchos estudiantes de diferentes nacionalidades han colaborado y realizado su tesis de maestría, posgrado o doctorado en el marco del proyecto que también emplea a locales como una forma de involucrar a los africanos en la conservación.

## Estado de conservación
El parque nacional de Comoé fue catalogado como Patrimonio de la Humanidad en Peligro en 2003 principalmente debido al aumento de la caza furtiva provocada por la falta de gestión tras el estallido de la primera guerra civil de Costa de Marfil. Después del final de la segunda guerra civil de Costa de Marfil y la estabilización de la región, la agencia de la autoridad de vida silvestre OIPR (Office Ivorien des Parcs et Reserves) ha reanudado su trabajo en el parque nacional de Comoé. La OIPR solicitó financiamiento al Rapid Response Facility (RRF) y logró obtener una subvención máxima de $ 30,000 para asegurar el parque. Los principales desafíos que enfrenta la administración son la lucha contra la caza furtiva, la reducción de las presiones agrícolas y la renovación de las calles del parque para un control de acceso adecuado. Los principales proyectos para combatir estos problemas son el establecimiento de un sistema de vigilancia eficiente en el parque y una estrecha cooperación con las comunidades locales para reducir las presiones en la periferia del parque mediante la gestión participativa y el establecimiento de fuentes de ingresos sostenibles para los habitantes del pueblo.

## Galería de imágenes
|                                                                  |
| Abejaruco de garganta roja en el bosque de la galería de Iringou |

|                             |
| Antílope junto al río comoé |

|                                              |
| Comoé roan antelope durante la estación seca |

|                                                     |
| Mariposa encontrada durante la temporada de lluvias |

|                                  |
| Fuego en la sabana del el parque |

|                        |
| Macho de antílope cobo |

|                                                |
| Mono verde forrajeando en un bosque de galería |